# Drephalys phoenicoides
Drephalys phoenicoides is een vlinder uit de familie van de dikkopjes (Hesperiidae). De wetenschappelijke naam van de soort is voor het eerst geldig gepubliceerd in 1919 door Paul Mabille & Boullet.